# Komisja do spraw Etyki Senatu Stanów Zjednoczonych
Jednym z komitetów Senatu Stanów Zjednoczonych jest Komisja ds. Etyki (pełna nazwa po angielsku: United States Senate Select Committee on Ethics), który zajmuje się, jak sama nazwa wskazuje, sprawami etyki senatorów. Podobne ciała istnieją niemalże w każdej instytucji ustawodawczej na świecie (w Polsce np. jest to sejmowa Komisja Etyki Poselskiej).

## Ponadpartyjny charakter
Komitet ds. Etyki jest jednym senackim komitetem, gdzie obu partiom politycznym przypada dokładnie tyle samo miejsc, niezależnie od tego, która z nich jest obecnie w większości (partia większości ma przewagę w innych komitetach i zajmuje stanowiska przewodniczących). Przewodniczącym jest jednak zawsze członek partii większościowej.

## Obecni członkowie
W związku z chorobą nowego przewodniczącego Tima Johnsona, tymczasowo zasiada w komisji i jej przewodniczy Barbara Boxer

### Demokraci

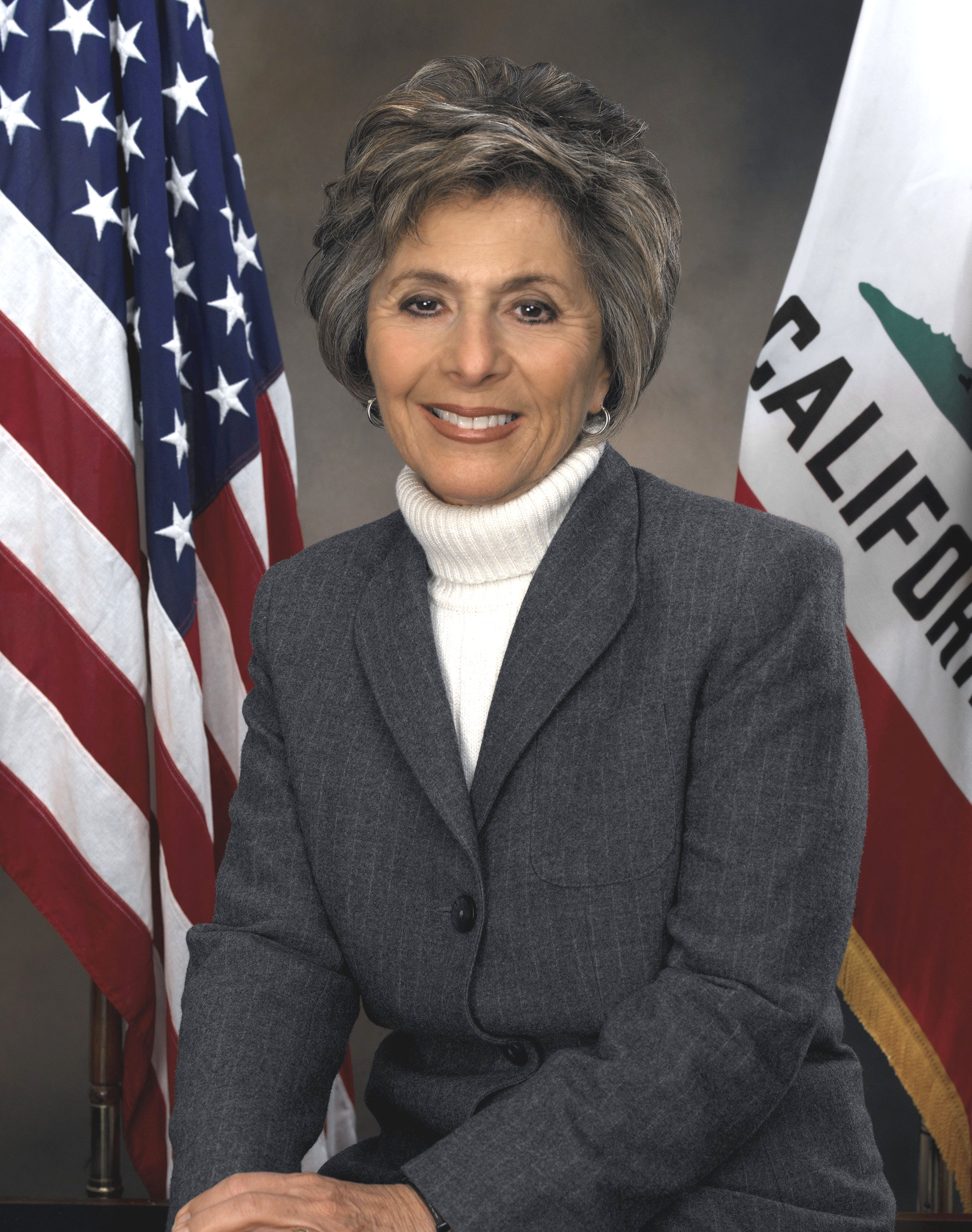
Barbara Boxer (Kalifornia), tymczasowa przewodnicząca
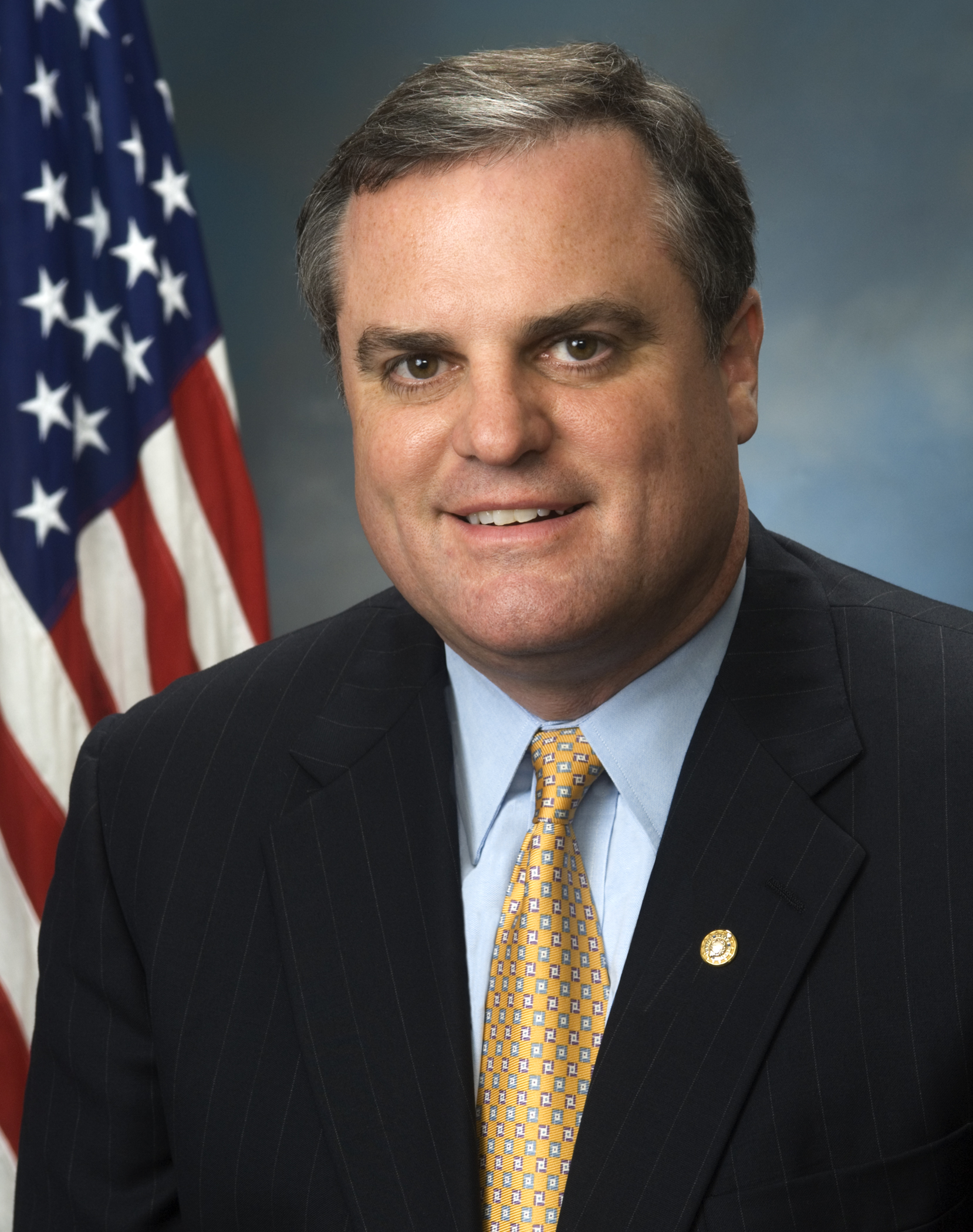
Mark Pryor (Arkansas)
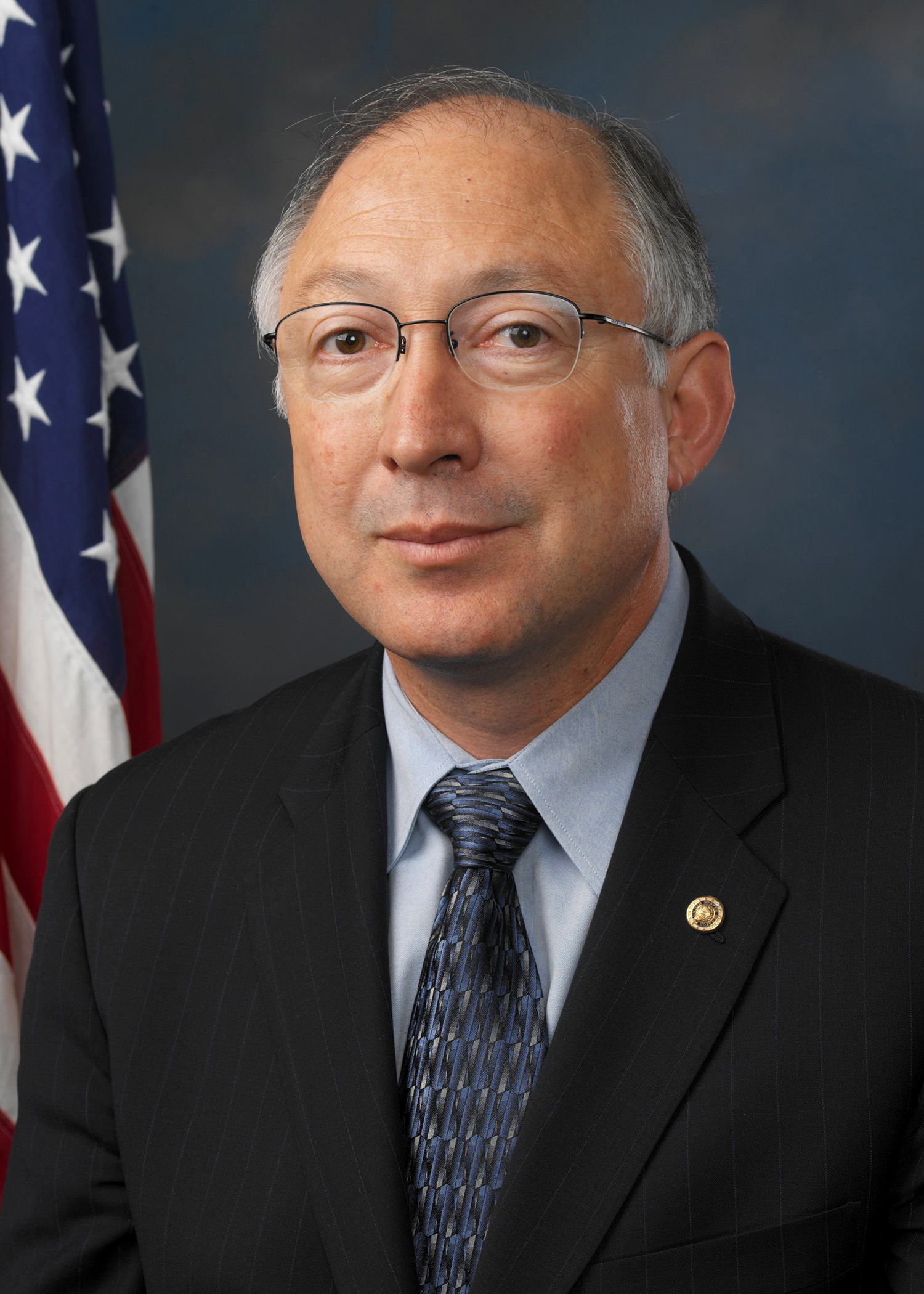
Ken Salazar (Kolorado)

### Republikanie

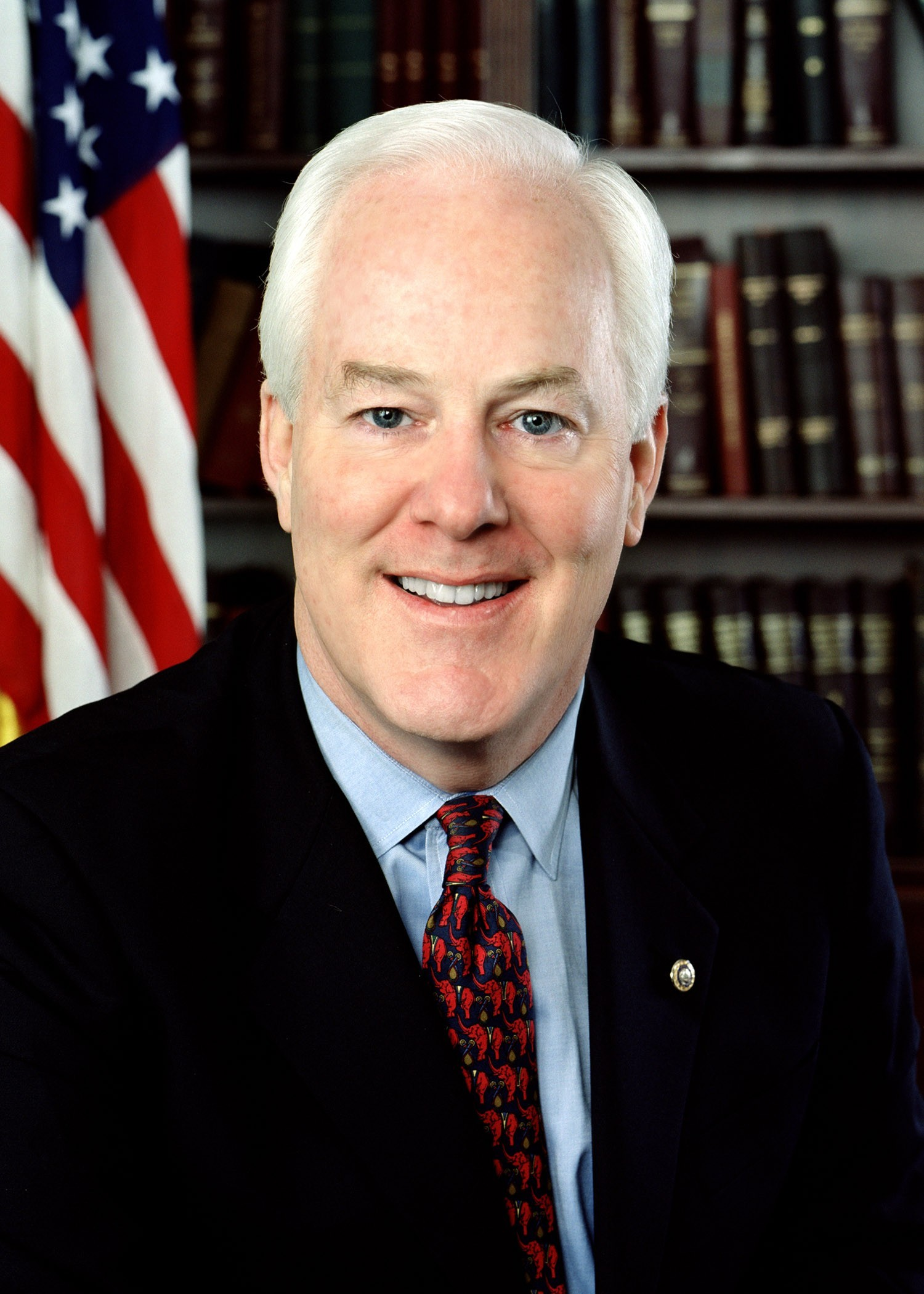
John Cornyn (Teksas), wiceprzewodniczący
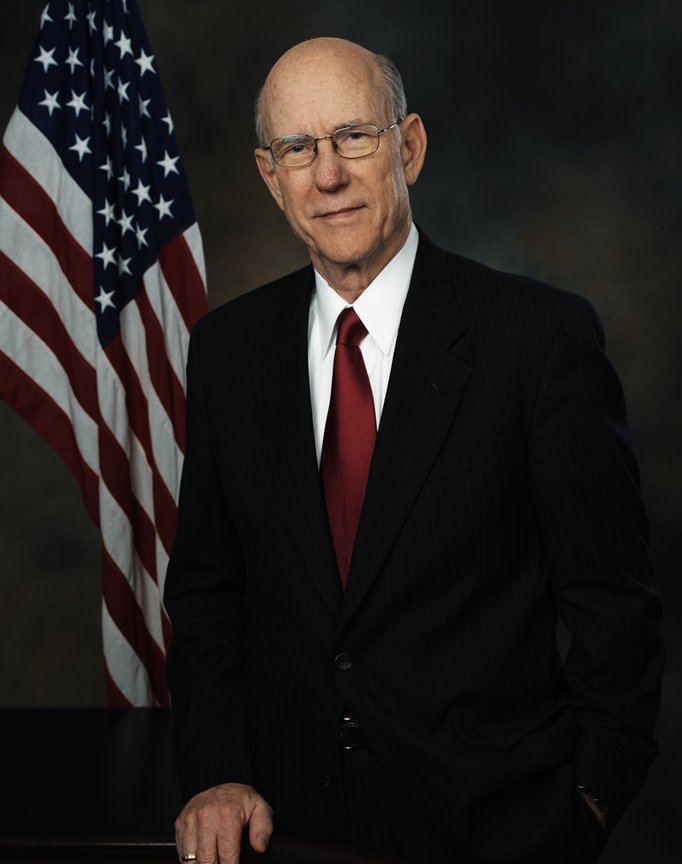
Pat Roberts (Kansas)
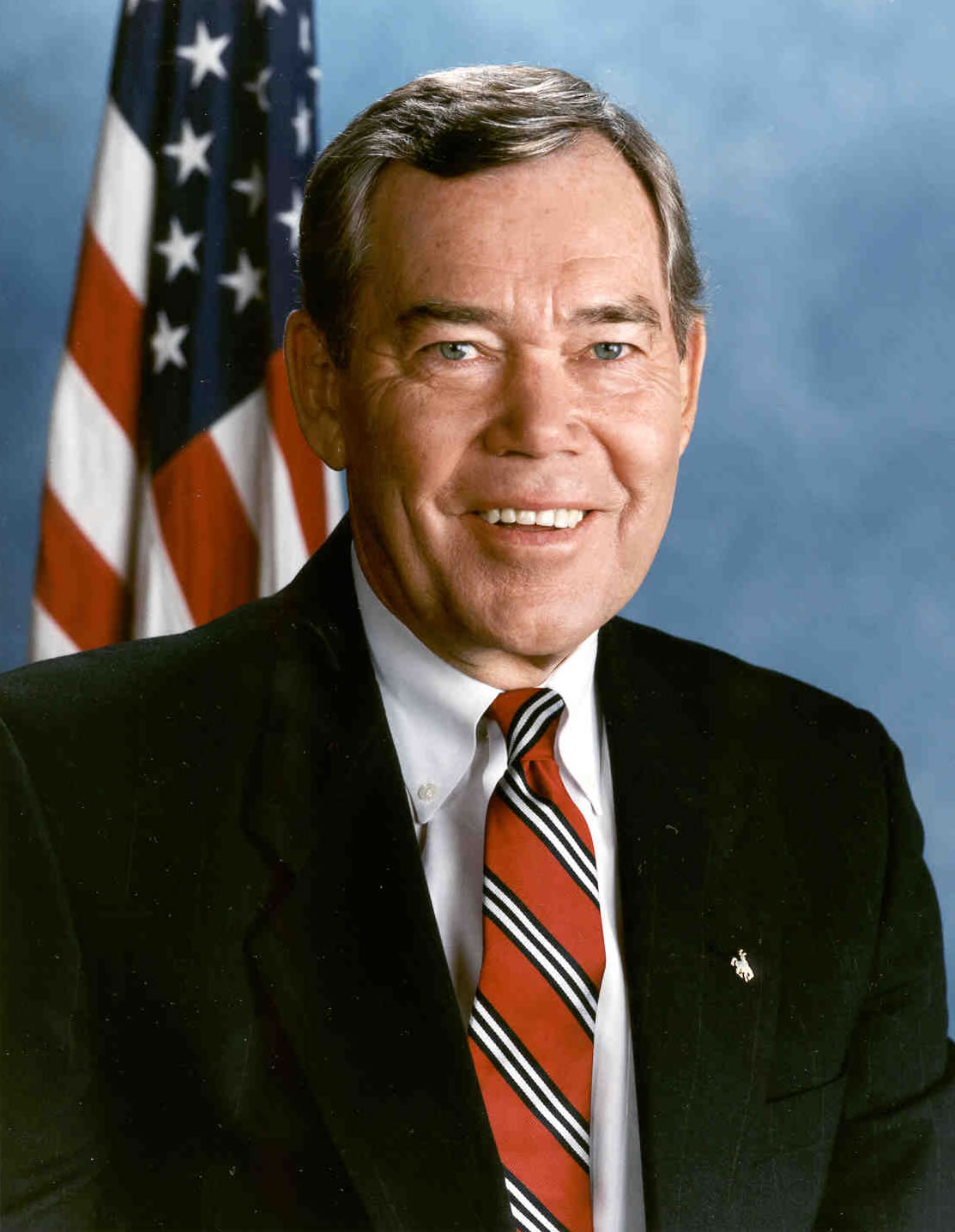
Craig L. Thomas (Wyoming)